# Karel Myslbek
Karel Myslbek (24. července 1874 Praha-Nové Město – 21. srpna 1915 Krakov), byl český akademický malíř a středoškolský profesor.

## Život
Narodil se v Praze na Novém Městě. Jeho otec byl významný sochař Josef Václav Myslbek. Studoval zprvu krátce práva a poté němčinu a francouzštinu na Karlově universitě. Zároveň se tajně přihlásil pod jménem František Voves na akademii výtvarných umění. Jeho slavný otec však byl proti tomuto uměleckému studiu. Na akademii studoval nejprve ve večerních kurzech u prof. Maxmiliána Pirnera a od roku 1886 již v řádném studiu u prof. Vojtěcha Hynaise. Jeho spolužáky byli např. Miloš Jiránek, Arnošt Hofbauer a Oldřich Homoláč. Obě studia ukončil současně v roce 1899.
Po úspěšném absolvování státních zkoušek z němčiny a frančtiny na Filosofické fakultě se stává středoškolským profesorem. Nejdříve je suplující učitel na staroměstské reálce. Od roku 1900 pak působil jako středoškolský profesor na reálce v Písku a od roku 1902 v Praze na Žižkově. V roce 1903 o letních prázdninách cestoval za uměleckou inspirací do Francie a do Španělska.
Karel Myslbek se v r. 1902 stává členem Spolku výtvarných umělců Mánes a v témže roce vystavoval v Krakově, pak v Záhřebu a ve Vídni. Na členských výstavách spolku Mánes vystavoval však až do roku 1904 pod jménem František Voves.
V roce 1908 měl v pražském Topičově salónu první samostatnou výstavu, kde vystavil celkem 47 prací (devět olejů). O dva roky později vystavoval souborně v Kutné Hoře ve Vlašském dvoře (51 prací, avšak pouze sedm olejů).
V roce 1914 narukoval do první světové války jako záložní důstojník. V roce 1915 spáchal sebevraždu v Krakově, cestou na frontu. Pohřben byl na vojenském hřbitově v Krakově.

## Dílo
Karel Myslbek na konci 90. let 19. století maloval společně s Milošem Jiránkem v krajině u Mělníka. Později mladý malíř podobně jako jeho vrstevníci prošel vlivem symbolismu a dekadence z okruhu Moderní revue. Následně v době cesty do Španělska ho ovlivnily Velázquezovy a Goyovy obrazy. Je označován za malíře lidské bídy, utrpení, opuštěnosti, osamocení a smutku. Soucítil s trpícími, které ve svých obrazech, grafikách a kresbách zobrazoval realisticky, monumentálně a se vší vážností. Dle Radka Pilaře (1954) "se stal zakladatelem moderního, skutečně sociálního malířství u nás." K Myslbekovým nejznámější dílům patří obrazy Slepý, Neštěstí, Vystěhovalci, V nemocnici, Chorobinec, Před pohřbem nebo Černý pierot.

## Galerie

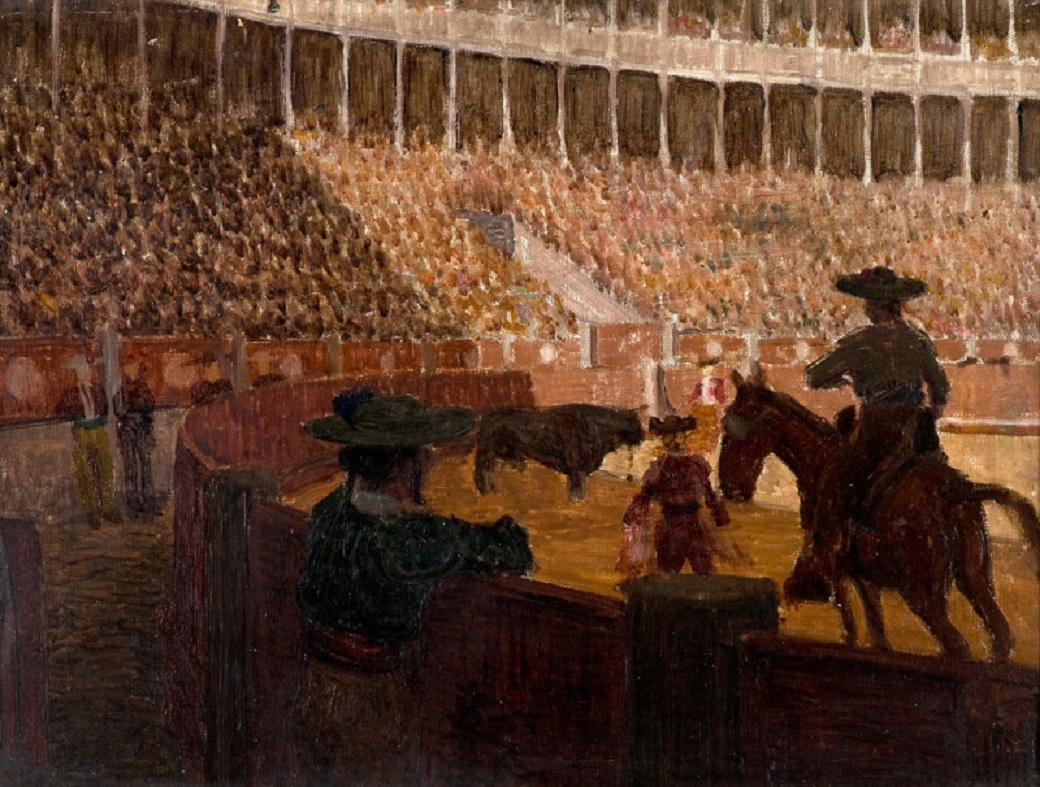
Karel Myslbek Býčí zápasy (1904)
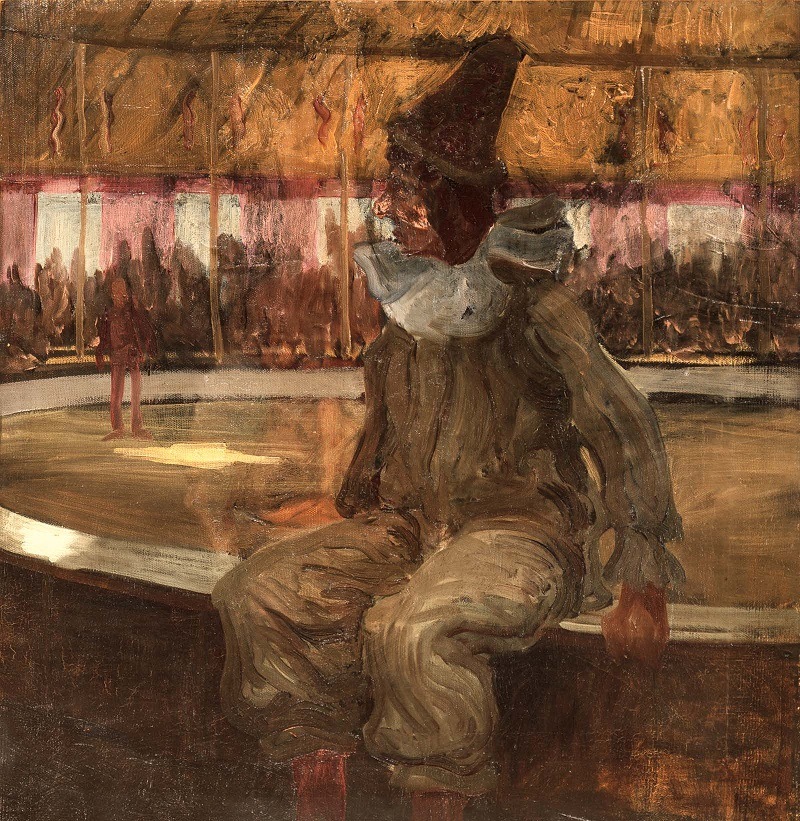
Karel Myslbek Pierot v manéži (asi 1907)
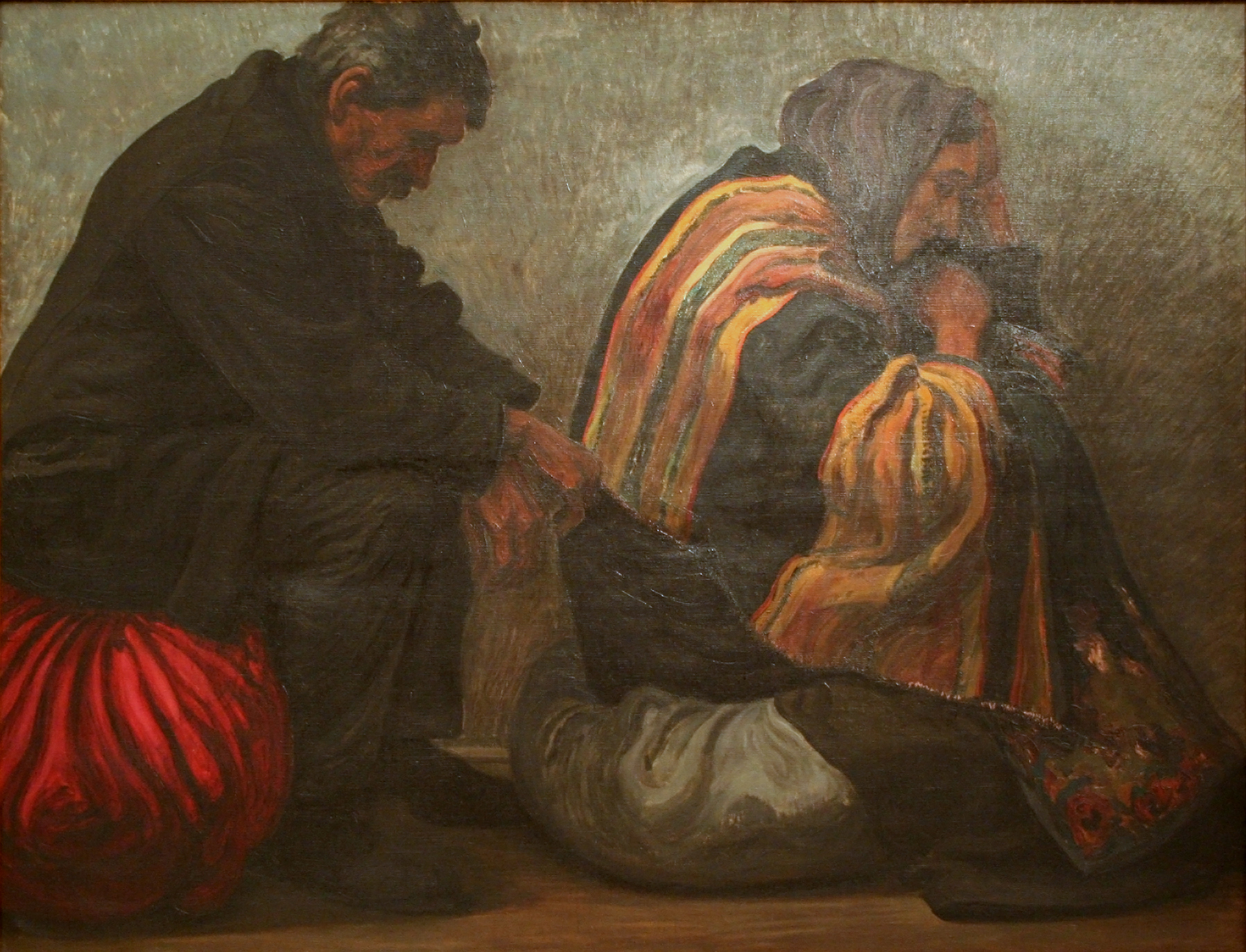
Karel Myslbek Vystěhovalci (1908)
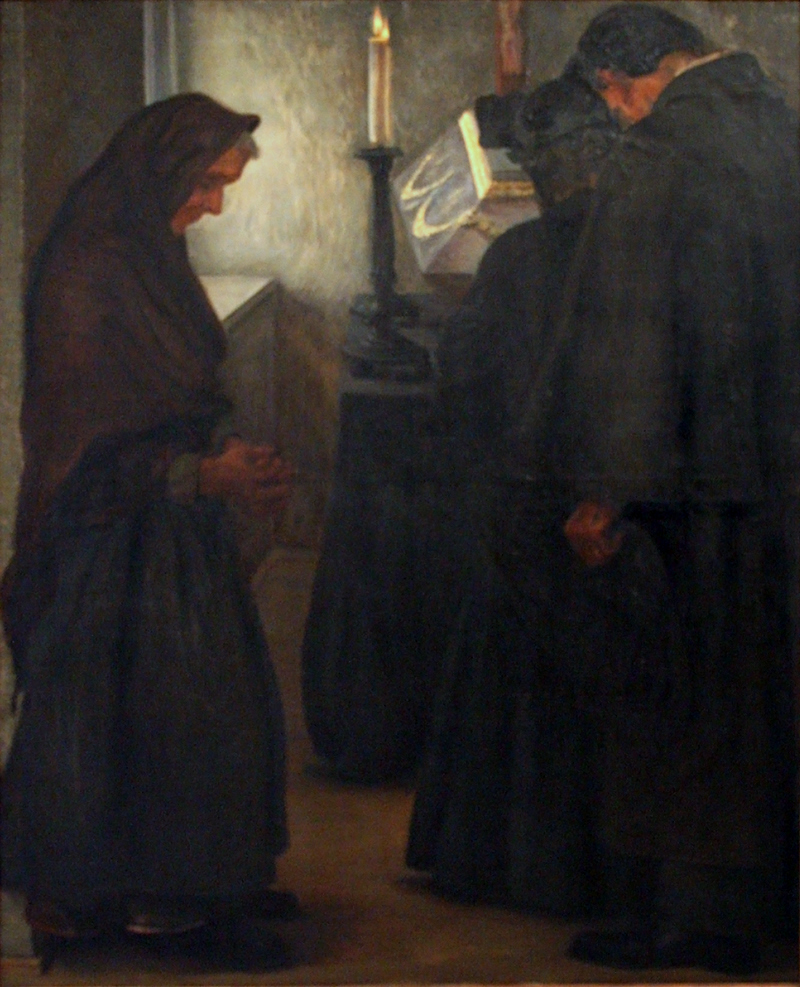
Karel Myslbek V umrlčí komoře (1908)
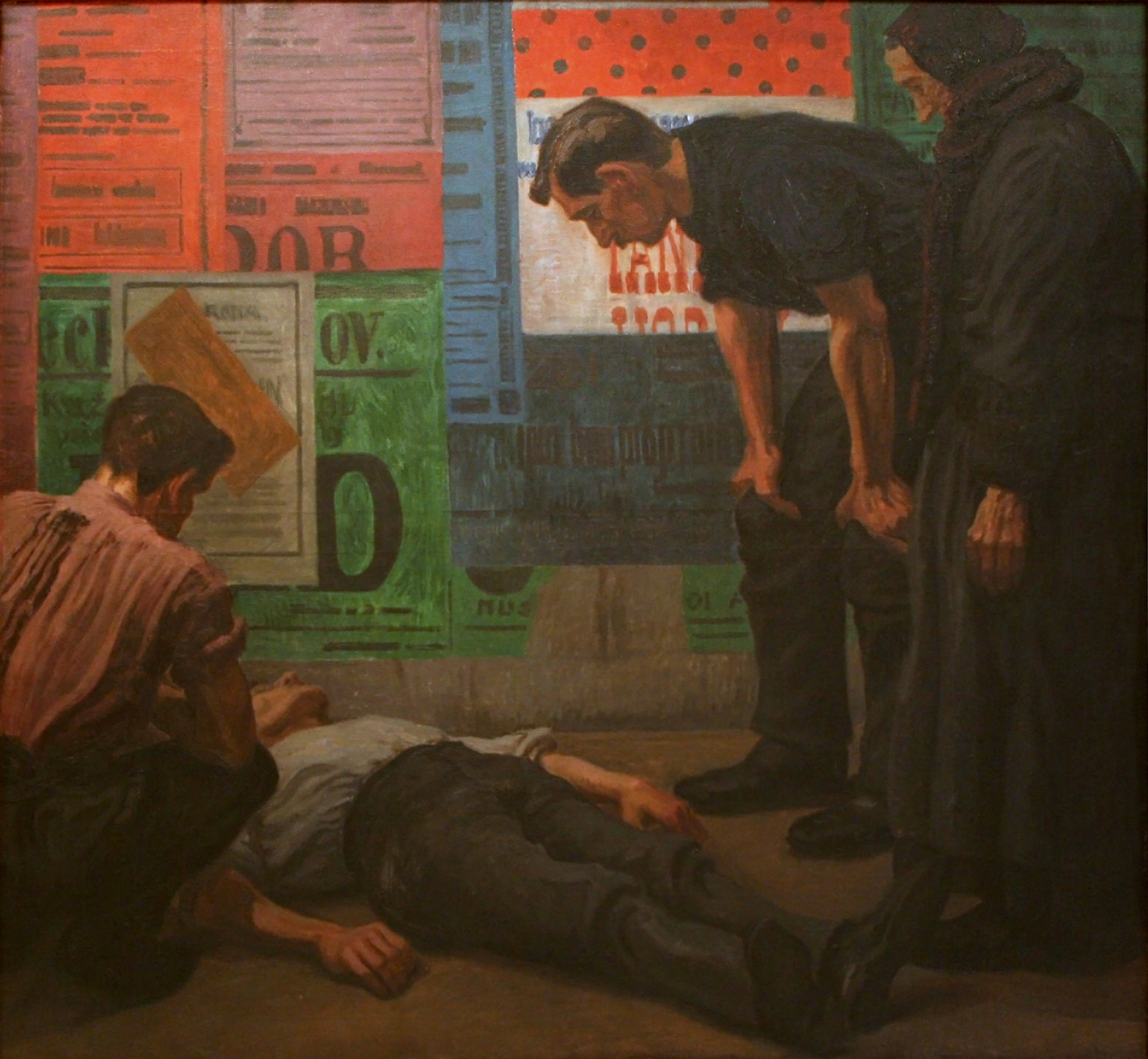
Karel Myslbek Neštěstí (1909)
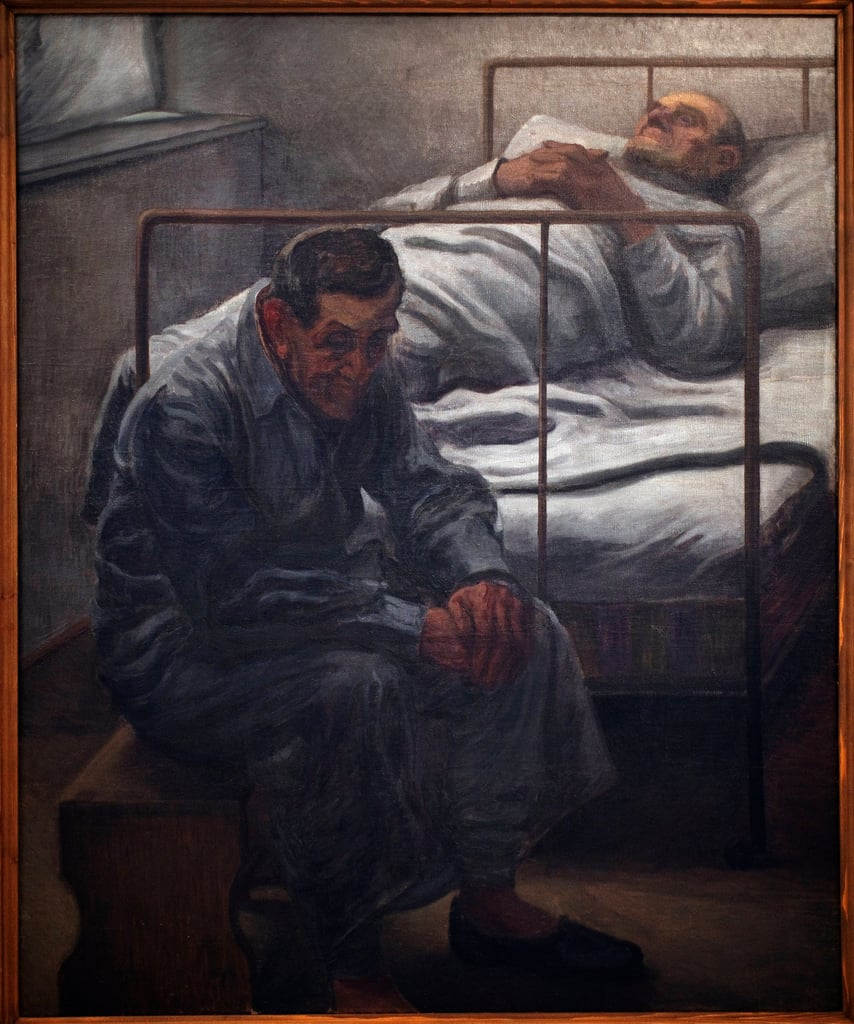
Karel Myslbek Chorobinec (1910)
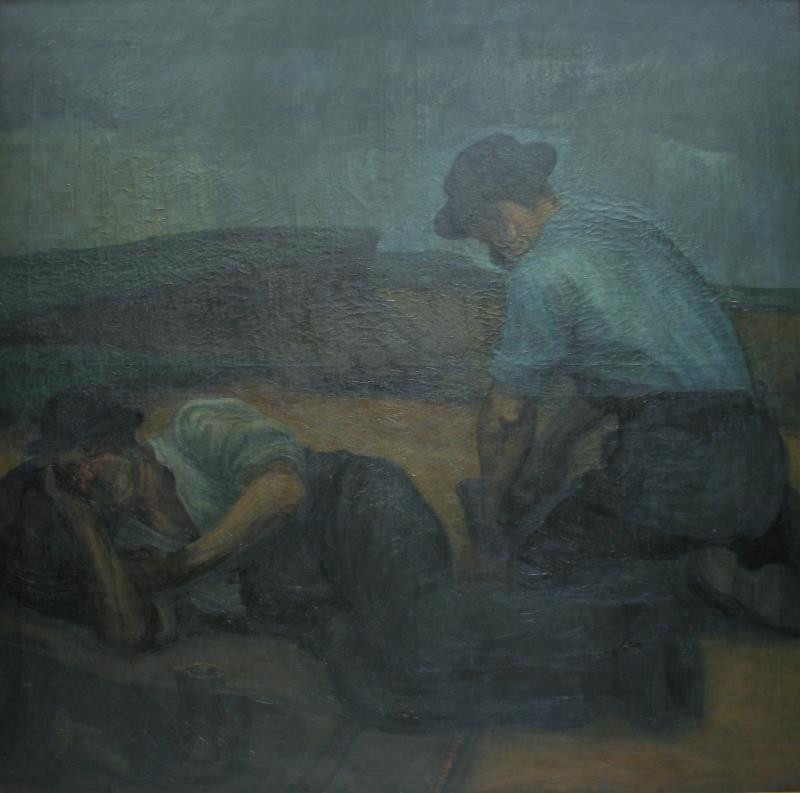
Karel Myslbek Odpočívající dělníci (1913)
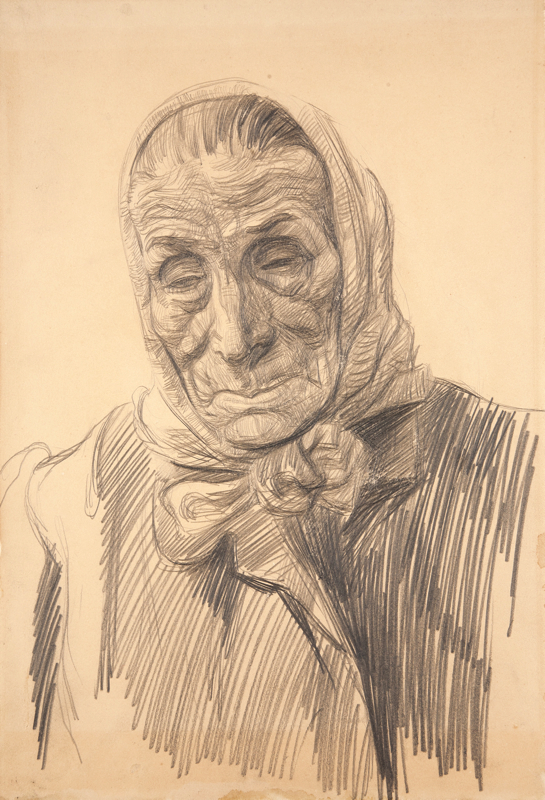
Karel Myslbek Stařena (kresba)
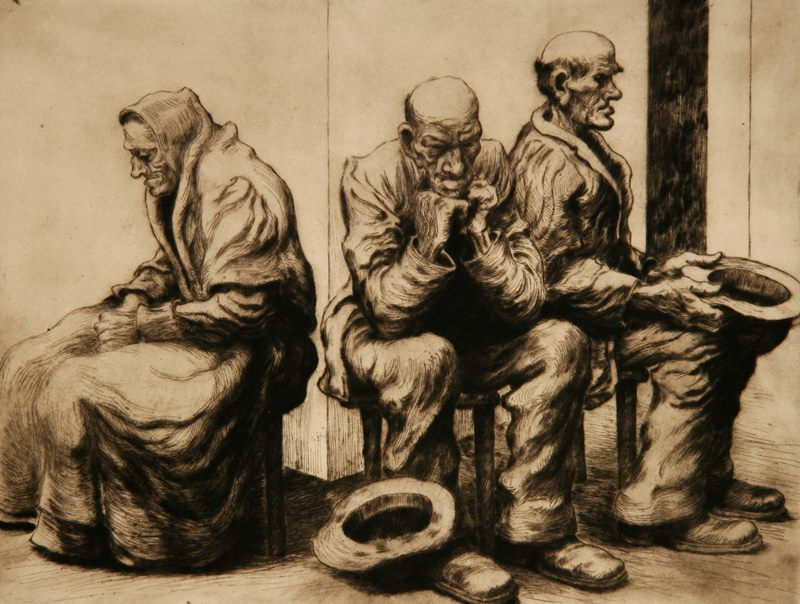
Karel Myslbek Žebráci (suchá jehla, 1912)
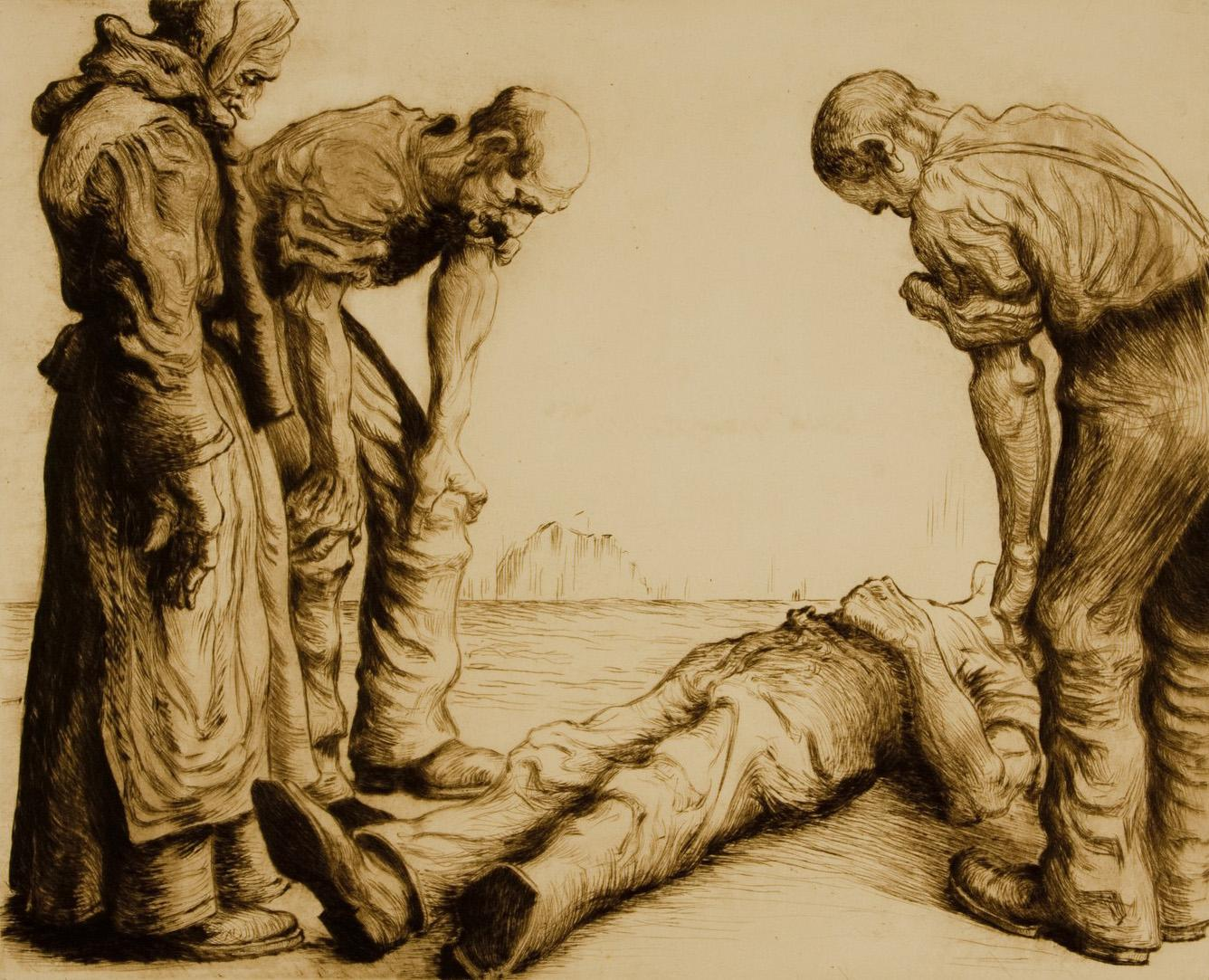
Karel Myslbek Neštěstí (lept)
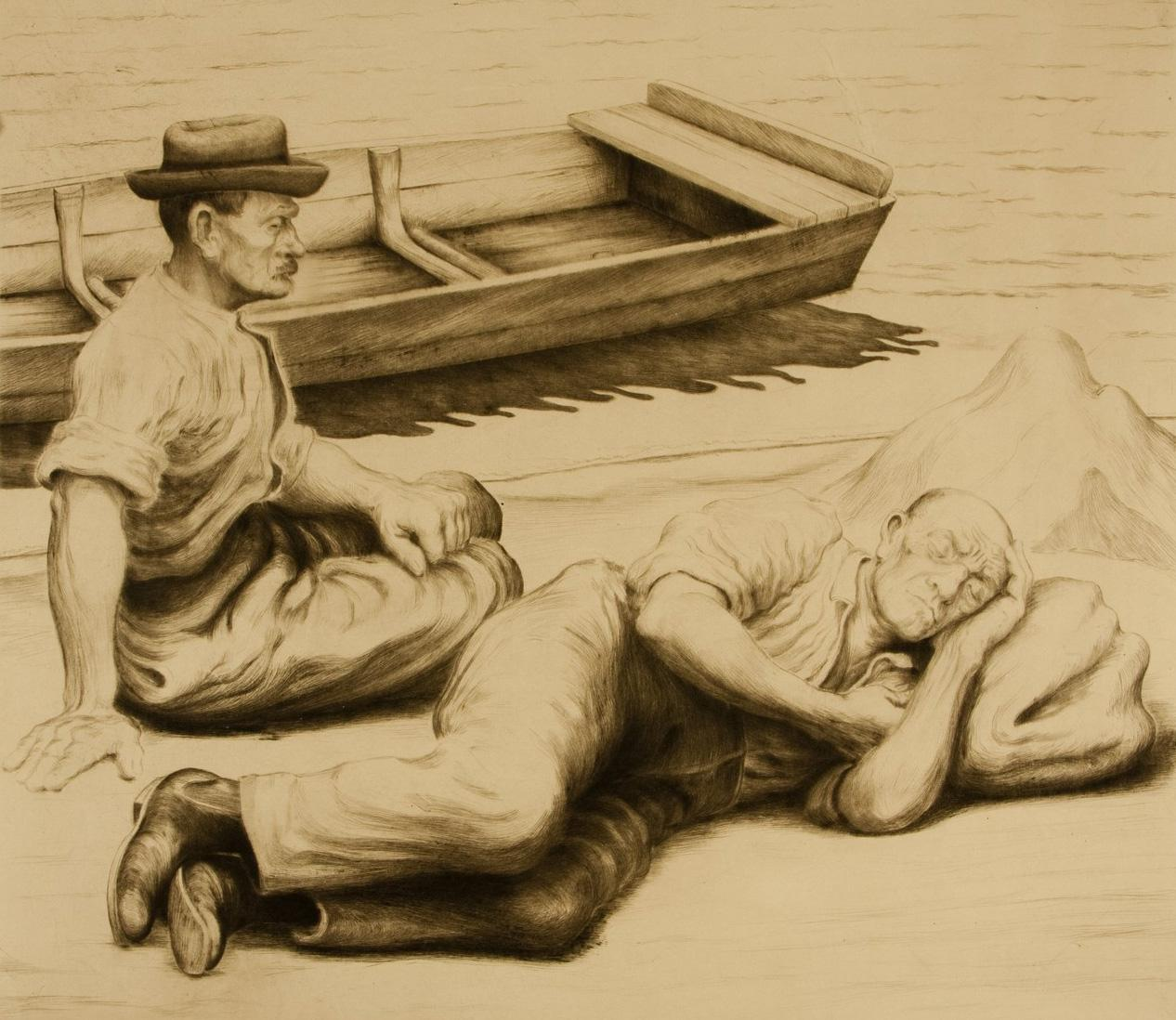
Karel Myslbek Odpočívající dělníci (lept, 1913)
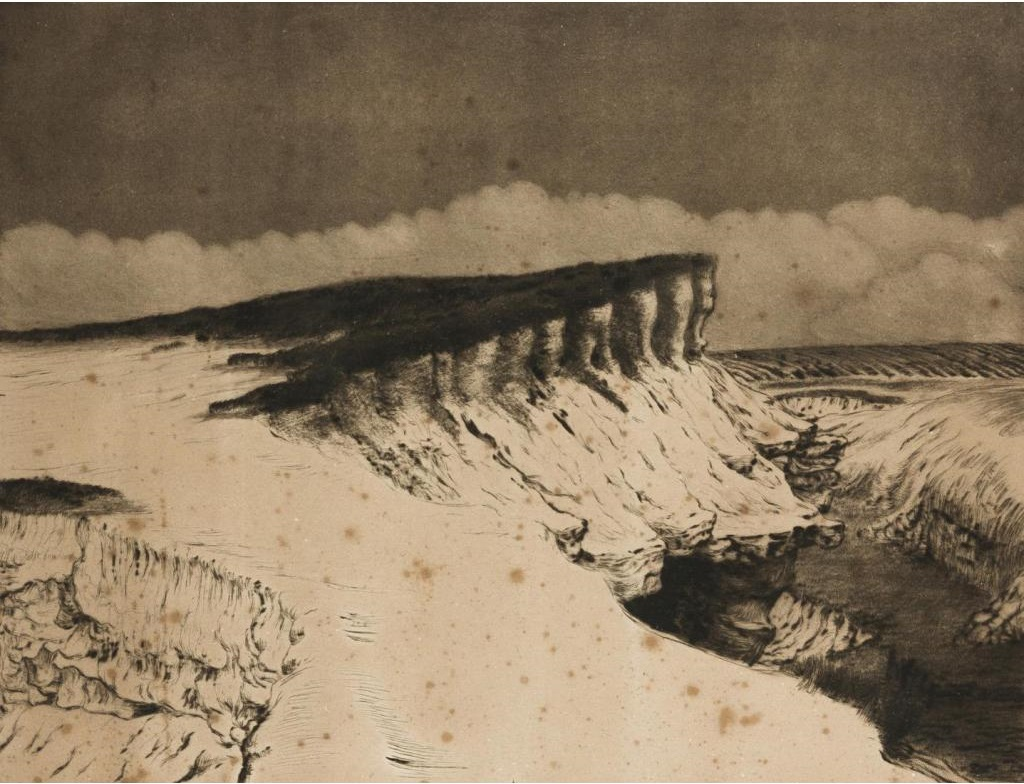
Karel Myslbek Krajina (lept, 1913)